# Замарте (Тухольський повіт)
Замарте (пол. Zamarte) — село в Польщі, у гміні Цекцин Тухольського повіту Куявсько-Поморського воєводства.
Населення — 85 осіб (2011).
У 1975-1998 роках село належало до Бидгощського воєводства.

## Демографія
Демографічна структура станом на 31 березня 2011 року:
|          | Загалом | Допрацездатний вік | Працездатний вік | Постпрацездатний вік |
| -------- | ------- | ------------------ | ---------------- | -------------------- |
| Чоловіки | 38      | 6                  | 30               | 2                    |
| Жінки    | 47      | 8                  | 28               | 11                   |
| Разом    | 85      | 14                 | 58               | 13                   |